# Volodymyr Savon
Volodymyr Andrijovyč Savon (in ucraino Володимир Андрійович Савон?; Černigov, 26 settembre 1940 – Charkiv, 1º giugno 2005) è stato uno scacchista ucraino (sovietico fino al 1991).
Grande maestro dal 1973, ottenne il maggiore successo vincendo nel 1971 a Leningrado il 39º Campionato sovietico, con 1,5 punti di vantaggio su Michail Tal' e Vasilij Smyslov.
Nel 1969 vinse il Campionato ucraino, alla pari con Hennadij Kuz'min.
Partecipò con l'Unione Sovietica alle Olimpiadi di Skopje 1972, vincendo la medaglia d'oro di squadra.
Altri risultati di rilievo:
- 1961 :  vince il torneo di Leopoli;
- 1967 :  terzo a Sarajevo, dietro a Borislav Ivkov e Leonid Štejn;
- 1970 :  pari primo con István Bilek a Debrecen;
- 1972 :  secondo dietro a Michail Tal' a Sukhumi;
- 1975 :  pari primo a Vilnius;
- 1977 :  secondo a Portorose dietro a Bent Larsen;
- 1978 :  terzo a Kiev, dietro a Oleksandr Beljavs'kyj e Sam Palatnik;
- 2004 :  vince il Botvinnik Memorial di Satka (per giocatori Senior), davanti a Evgenij Vasjukov e altri otto GM;[2]

Ha raggiunto il massimo rating nel luglio del 1972, con 2592 punti Elo (15º nella classifica mondiale).
È stato istruttore di diversi campioni ucraini, tra cui Vasyl' Ivančuk, Ruslan Ponomarëv, Sergej Karjakin e Oleksandr Areščenko.